# お気に召すまま

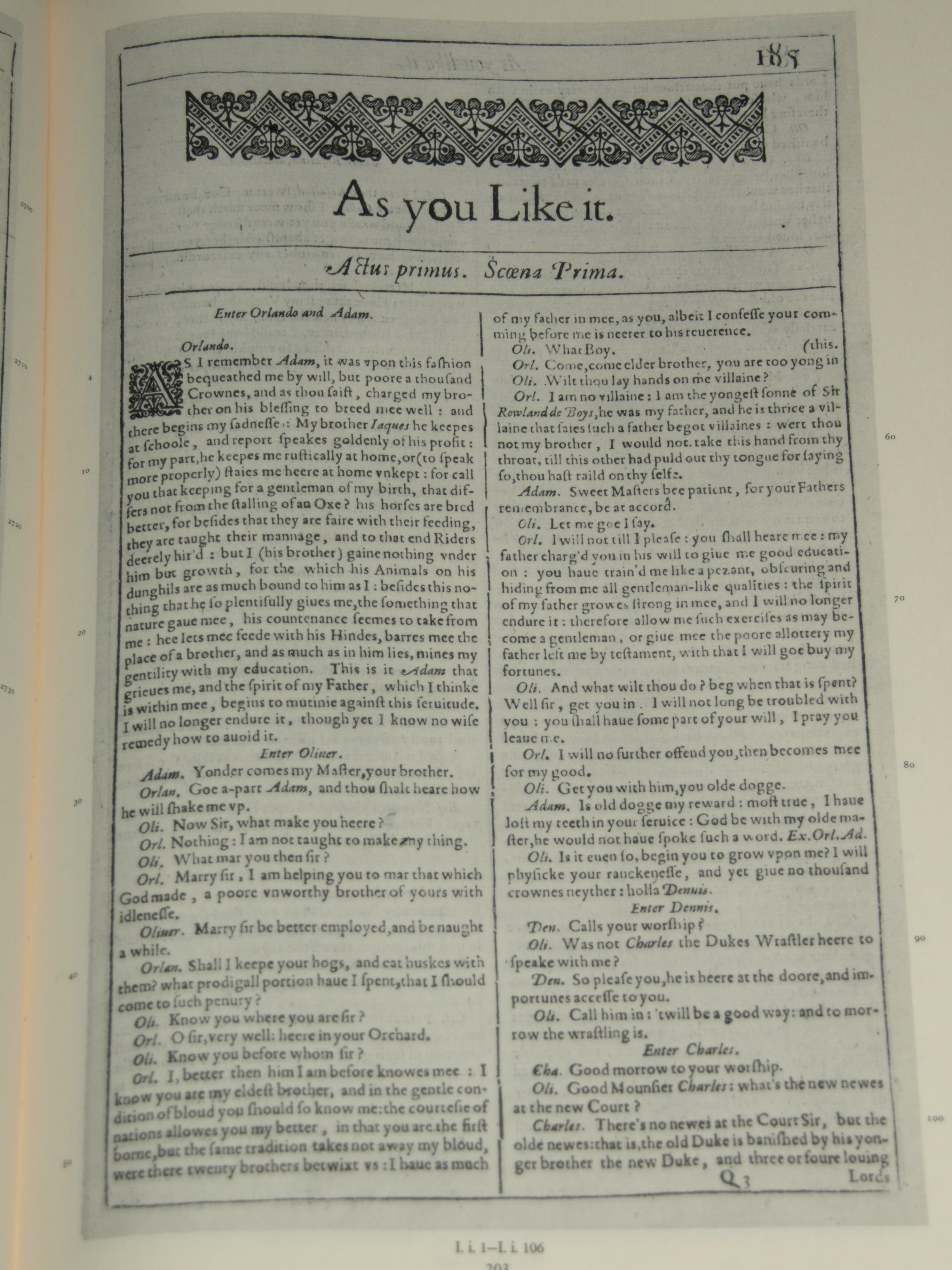
1623年出版のファースト・フォリオに収められた本作の第１頁ファクシミリ版

『お気に召すまま』（おきにめすまま、As You Like It）は、イングランドの劇作家ウィリアム・シェイクスピア作の喜劇。1599年に書かれ、1623年にファースト・フォリオで最初に出版されたと考えられている。
作品の材源はトマス・ロッジ作『ロザリンド』。原作の舞台は現在のフランスとベルギーの国境付近のアルデンヌであるが、それを自分の故郷ウォリックシャー州エイボンの田園をモチーフとしたアーデンの森に設定している。また、母の旧姓がアーデンでもあった。『ロザリンド』にはなかった感情を巧みに表現する台詞回しが多用され、シェイクスピアの技量が出されている。

## 主な登場人物
- ロザリンド（英語版） 前公爵の娘
- シーリア（英語版） 公爵の娘
- フレデリック 公爵
- タッチストーン（英語版） 道化
- 前公爵 フレデリックの兄
- ジェイクイズ（英語版） 前公爵の廷臣
- オーランドー（英語版） ド・ボイス家の三男
- オリヴァー ド・ボイス家の長男

## あらすじ
フレデリックは兄である公爵を追放してその地位を奪ったが、兄の娘ロザリンドは手元に置き、自分の娘シーリアと共に育てていた。オーランドーは、父の遺産を相続した長兄オリヴァーによって過酷な生活を課されている。公爵主催のレスリング大会で優勝したオーランドーはロザリンドに出会い、2人は互いに一目惚れする。
公爵から突然の追放を言い渡されたロザリンドは、男装してシーリアと道化を連れ、追放された父が暮らしているというアーデンの森へ向かう。オーランドーもまた、自らの運命を切り開くために兄の元を離れ、行き着いたアーデンの森で前公爵に助けられる。
男装したロザリンドは森に暮らす羊飼いたちの恋愛騒動に巻き込まれる。また、オーランドーは男装したロザリンドの正体に気づかずに、彼（彼女）に恋の告白の稽古相手になってもらう。
森で危ないところをオーランドーに救われた兄オリヴァーは改心し、土地の娘に身をやつしたシーリアと結婚して羊飼いとして暮らすことを決意する。兄を討つため森に入ったフレデリック公爵もまた改心し、奪った地位と領地をすべて返上する。ロザリンドは女の姿に戻り、結婚の神ハイメンからの祝福を受け、何組もの恋人たちの結婚式が行われる。

## 映像化
他のシェイクスピア作品と同様に、これまで何度か映画化されている。 
- お気に召すまま (1936年の映画)（英語版）（1936年） - パウル・ツィンナー（英語版）監督。エリザベート・ベルクナー、ローレンス・オリヴィエ主演。
- お気に召すまま - 1979年に舞台で上映されたものを放送。ヘレン・ミレン主演。
- お気に召すまま (2006年の映画)（フランス語版）（2006年） - ケネス・ブラナー監督。ブライス・ダラス・ハワード主演。

翻案作品として
- 25年目のキス（1999年）

## 日本における舞台化
- 1958年、学習院大学英文科によって1回上演された。
- 1964年には福田恆存訳によって俳優座が上演した。
- 1971年、劇団雲が福田訳での1か月本格上演を行う（日経ホール、大橋也寸演出、西沢利明、伊藤幸子ら）。
- 1974年に劇団四季により日生劇場で加賀まりこ、滝田栄らが福田訳での上演を行った（宮島春彦演出）。
- 1978年には俳優座が小田島雄志訳での上演を行っている[1]。
- 2004年には彩の国さいたま芸術劇場が松岡和子訳での上演を行なう（蜷川幸雄演出、成宮寛貴、小栗旬出演）。
- 2007年には彩の国さいたま芸術劇場が松岡和子訳での上演を行なう（蜷川幸雄演出、成宮寛貴、小栗旬出演）。
- 2019年、東京芸術劇場他で早船歌江子訳での上演を行なう（熊林弘高演出）[2]。
- 2025年、荻窪小劇場で劇団ユニット リトルブレイバーによって上演された。

## 日本語訳
- 坪内逍遥訳 早稲田大学出版部 1920年
- 阿部知二訳 岩波文庫 1939年
- 福田恆存訳「シェイクスピア全集」新潮社 1963年 のち新潮文庫（改版）
- 大山敏子訳 旺文社文庫 1970年
- 小田島雄志訳「シェイクスピア全集」白水社 1976年
- 木下順二訳「世界文学全集」講談社 1983年
- 石川実訳『新体シェイクスピア』慶應義塾大学出版会 2002年
- 松岡和子訳 ちくま文庫 2007年
- 河合祥一郎訳 角川文庫 2018年